# Plaza Sésamo (serie de televisión)
Plaza Sésamo, también conocido simplemente como Sésamo, es la versión latinoamericana de origen mexicano del programa infantil estadounidense Sesame Street. Este se convierte en la serie educativa más popular de todos los tiempos.La serie se empezó a transmitir en la televisión por primera vez el 6 de octubre de 1972por el canal 5* de Televisa de México desde 1972 hasta 2013 y después por RCN Televisión en Colombia desde 2013 hasta 2016. Desde el año 2020, ahora se emite por el canal Azteca 7 de TV Azteca.
Coproducida por varias televisoras latinoamericanas con un elenco multinacional, más tarde fue coproducida en su totalidad por Cartoon Pizza y la red de televisión mexicana antes mencionada. Anteriormente, el programa fue elaborado por Sesame Workshop con la ayuda de Cartoon Pizza y Televisa en México, hasta 2013. Más tarde pasó a grabarse en Colombia producida para el canal RCN Televisión desde 2013 hasta 2016. Actualmente, desde 2020 vuelve a grabarse en México y ahora es elaborado por TV Azteca.
Plaza Sésamo se puede ver en más de 38 canales públicos en México. Además, el programa puede ser visto en toda Latinoamérica.
La temporada 9 fue lanzada en 2005 después de cuatro años sin nuevos episodios, y las temporadas 10 y 11 se estrenaron en 2006 y 2008 respectivamente. Las nuevas temporadas del programa se producen intermitentemente y desde 2016, se transmitió la temporada 16.
El programa sigue el mismo formato de Sesame Street y comparte una gran cantidad de escenas con ese programa dobladas al castellano; pero también hay una gran cantidad de escenas propias y únicas del programa, especialmente las que contienen actores en vivo, así como personajes propios como Pancho, Lola y Abelardo, quien es el primo y la versión mexicana de Big bird.
Se estima que Sésamo llega al 84% de los hogares de habla hispana en los Estados Unidos. En México, el 72% de las madres han visto la serie infantil, y el 98% de ellos quieren exponer a sus hijos a la serie.
Además, Sésamo ofrece una nueva serie en Netflix llamada «El Hotel Furchester», una gran selección en YouTube y varios contenidos educacionales a través de diferentes canales de TV (públicos y privados), sitios web, redes sociales, aplicaciones digitales, libros, DVDs y juegos en línea.

## Personajes
Plaza Sésamo se caracteriza por tener un elenco humano y un elenco de marionetas conocidas como los Muppets. El elenco humano es casi totalmente propio de la serie. Aunque la serie comparte muchos de los Muppets con la angloparlante Sesame Street, hay algunos muppets originales y únicos de esta serie.
Los personajes exclusivos de Plaza Sésamo son:
- Abelardo Montoya: El siempre ve el lado positivo de las cosas, se preocupa mucho por los demás y trata a cada uno con tanta amabilidad que siempre hay alguien que lo abraza, canta o patina con él. Se llamó originalmente Serapio Montoya, el primo de Big Bird de la original Sesame Street, con plumas verdes y rojas y un pico amarillo como el de un loro. Interpretado por Alberto Estrella (1981-1992), Eugenio Bartilotti (1995-2001) y Jorge Héctor Márquez Loeza (2004-presente) En 1992, su nombre se cambió por Abelardo Montoya. Junto con su nombre, también se le cambió el tono de voz, de chillona a un tono más bajo.

- Francisco "Pancho" Contreras: Es peludo y azul con ojos amarillos claros y cejas de color café. Disfruta mucho ser diferente. A Pancho le encantan las cebollas. Es un poco cascarrabias y malhumorado porque él "siempre tiene la razón'. Sin embargo, es muy noble y muy buen amigo. Fue interpretado por Odin Dupeyron (1995-2009), y luego por Alfonso Soto (2010-presente).

- Lola (Rocío Lara): Es peluda, de color rosado y con un fleco de plumas anaranjadas. Es muy extrovertida, audaz, energética y muy alegre, siempre dispuesta a probarlo todo. Le encantan las adivinanzas, las rimas, las canciones y las aventuras.

- Elefancio: La mascota elefante de Pancho. Solo su trompa es vista. Interpretado por Marcia Coutiño.

- Cuernos: Un monstruo rojo con un característico par de cuernos y dientes afilados. Cuernos es en realidad un multimonstruo, es decir un títere que cambia sus características faciales para representar varios monstruos. También existe un equivalente multihumano. "Poco Loco" es uno de los personajes de este multihumano. Se desconoce quién lo interpreta.

- Rosita: Un monstruo hembra de color turquesa; el primer personaje en hacer un crossover ya que más tarde se integra, junto con su ejecutante, Carmen Osbahr, al elenco de Sesame Street.

- Elmo: un monstruo peludo y rojo que le encanta jugar con sus amigos, ir en bicicleta y comer saludable. Elmo tiene una risa contagiosa y divertida. Siempre está dispuesto hacer algo nuevo. Interpretado en México y para el resto de Latinoamérica por Santi Ponce Fiori.

Durante el periodo desde 1972 hasta 1981, los personajes principales eran:
- Abelardo el Dragón: Un dragón de 2,5 metros de altura, con plumas amarillas. Su forma de hablar tenía un jadeo característico. Su ejecución y voz era realizada por Justo Martínez.

- Paco: Un perico muy gruñón y malhumorado que normalmente aparecía desde la ventana de su apartamento, y que tenía las mismas características de comportamiento que Óscar, el gruñón de Sesame Street. Incluyendo que su platillo predilecto eran sardinas con miel. Normalmente, lo interpretaba el mismo actor de Abelardo. Abelardo y Paco pasaron por un rediseño durante entre la temporada 1 y la temporada 2.

Durante el periodo desde 1981 hasta 1995, los nuevos personajes principales eran:
- Bodoque: Era un grouchquetero o monstruo muy, muy gruñón y malhumorado que vivía en unas casillas o cajas de fruta vacías. Se desconoce quién lo interpretaba.

Con ellos, también aparecen en Plaza Sésamo varios personajes originales de la versión canadiense-estadounidense Sesame Street cuyos nombres son los siguientes:
- Beto y Enrique (Bert and Ernie)
- Archibaldo (Grover)
- Greñaldo (Herry Monster)
- El Monstruo Comegalletas (Cookie Monster)
- El Conde Contar (Count von Count)
- La rana René (Kermit the Frog)
- Big Bird
- Telly
- Óscar, el Gruñón (Oscar the Grouch)
- Zoe
- Abby Cadabby

### Niños
En la versión canadiense-estadounidense: 
- Alexandra Picatto
- Andrea Flores
- Christian Buenaventura
- Megan Miyahira
- Matthew Bartilson
- Gus Carr
- Kyle Stanley
- Michelle Montoya, Danielle Keaton, Danny Zavatsky and Shari Lynn Summers
- Casey Rion
- Christopher Aguilar
- Lauren Jackson
- Enjoli Flynn
- Shira Roth
- Bre Seltzer and Eric Stretch
- Briahnna Odom
- Bettina Reches
- Kari Floberg
- Katie Polk
- Hassan Nicholas
- Galen Hooks
- Lynsey Bartilson
- Adam Beech
- Tiffany Burton
- Brittany Burton
- Michael Minden
- Sara Perks
- Asa Karsten Bernstine
- Brady Kimball
- Cory Kotas
- Kamran Kamjou
- Evan Paley
- Mimi Paley

En la versión mexicana:
- Martha Sabrina
- Alejandro Speitzer
- Andrea Flores
- Ana Valeria Cerecedo
- Jesús Zavala
- Ale Müller

## Estrellas invitadas
- Aarón Díaz - Actor
- Adal Ramones - Comediante y presentador de TV
- Adela Micha - Periodista
- Aislinn Derbez - Actriz y modelo
- Albi de Abreu - Actor
- Alejandra Ambrosi - Actriz
- Aleks Syntek - Músico
- Alessandra Rosaldo - Actriz y cantante.
- Alfonso Dosal - Actor
- Andrea Legarreta - Actriz y presentadora de TV
- Antonio de Valdés - Periodista deportivo
- Benny Ibarra - Cantante
- Carlos Loret de Mola - Periodista
- Carlos Rivera - Cantante, compositor y actor
- Cecilia Galliano - Actriz, modelo, y presentadora de TV
- César Costa - Cantante, actor, productor y abogado
- Danna Paola - Actriz y cantante
- Diego Amozurrutia - Actor
- Diego Luna - Actor y director
- Dvicio - Banda de música pop
- Edith González - Actriz
- Eiza González - Actriz y cantante
- Ela Velden - Actriz y modelo
- Enrique Burak - Periodista deportivo
- Erick Elías - Actor
- Ernesto Laguardia - Actor
- Eugenio Derbez - Actor y comediante
- Evita Muñoz "Chachita" - Actriz
- Fernando Platas - Atleta
- Francisco Palencia – Futbolista mexicano
- Gibby - YouTuber
- Héctor Sandarti - Actor y presentador de TV
- Ianis Guerrero - Actor
- Irán Castillo - Actriz y cantante
- Jorge Campos - Futbolista mexicano
- Joaquín López-Dóriga - Periodista
- Julio Bracho - Actor
- Luz María Zetina - Actriz
- Laura Carmine - Actriz
- Leticia Calderón - Actriz
- Marco Antonio Regil - Presentador de TV
- Margaret Hamilton - Actriz
- Mauricio Barcelata - Actor
- Marlene Favela - Actriz y modelo
- M'Balia Marichal - Actriz y cantante
- Miguel Layún - Futbolista mexicano
- Omar Chaparro - Actor, presentador de TV y comediante
- Osvaldo Benavides - Actor
- Paola Rojas - Periodista
- Paty Cantú - Cantante y compositora
- Polo Ortín - Actor
- RBD - Grupo de música pop y actores
- Ricardo Fastlicht - Actor y comediante
- Sebastián González - Futbolista chileno

## Temporadas
| Temporada | Episodios | Originalmente al aire    |
| --------- | --------- | ------------------------ |
| 1 y 2     | 195       | Plaza Sésamo 1972 y 1973 |
| 3         | 130       | Plaza Sésamo 1983        |
| 4         | 130       | Plaza Sésamo 1995        |
| 5         | 65        | Plaza Sésamo 1997        |
| 6         | 65        | Plaza Sésamo 1998        |
| 7         | 65        | Plaza Sésamo 2000        |
| 8         | 65        | Plaza Sésamo 2001 - 2004 |
| 9         | 65        | Plaza Sésamo 2005        |
| 10        | 65        | Plaza Sésamo 2006        |
| 11        | 65        | Plaza Sésamo 2008        |
| 12        | 65        | Plaza Sésamo 2009        |
| 13        | 65        | Plaza Sésamo 2010        |
| 14        | 65        | Plaza Sésamo 2011        |
| 15        | 52        | Plaza Sésamo 2013        |

## Parque temático

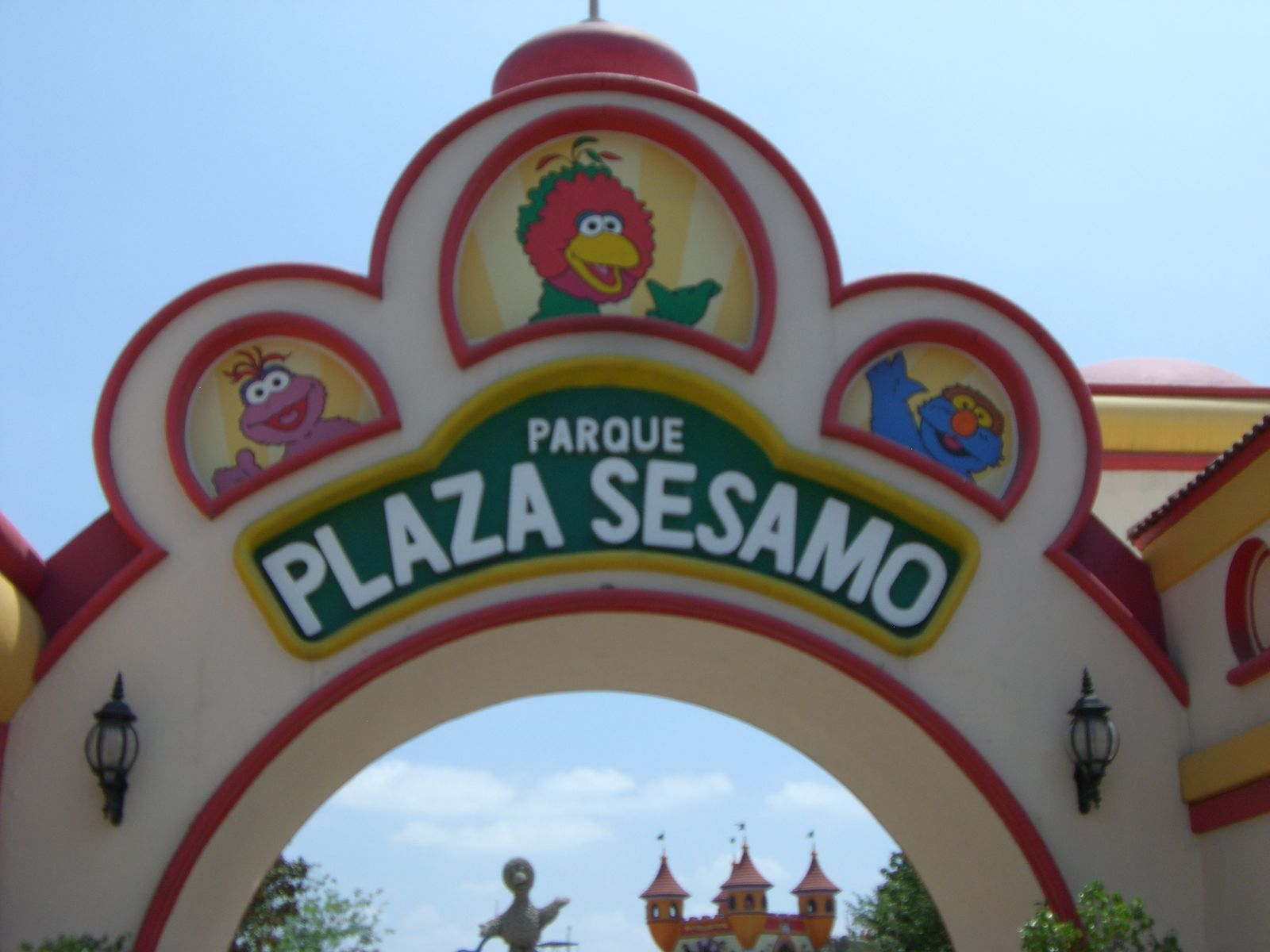
Parque Plaza Sésamo en Monterrey, Nuevo León, México.

En 1995, se inauguró el parque de diversiones Parque Plaza Sésamo en la ciudad de Monterrey, Nuevo León, México. Un parque temático completo basado en el programa y bajo licencia de Sesame Workshop y Televisa, el primero en su tipo. El parque cuenta con diversas atracciones como juegos mecánicos, área de albercas, juegos interactivos y educativos. Así como teatros con presentaciones en vivo de los personajes, restaurantes y salones para fiestas infantiles. El parque está enfocado en habitantes de la región noreste de México, así como también habitantes del sur de Texas(Estados Unidos).
Además, en 2018 se añadió una sección exclusiva de Plaza Sésamo al parque de diversiones Selva Mágica, en la ciudad de  Guadalajara, Jalisco, México. Esta sección del parque cuenta con áreas de juegos mecánicos de ferias, teatro, área de juegos para toda la familia, y salones de fiesta temáticos.

## DVD y VHS
| Nombre del DVD y VHS                | Año  |
| ----------------------------------- | ---- |
| El Abecedario                       | 1988 |
| Viaja con Nosotros (VHS)            | 1993 |
| Vamos a Imaginar (VHS)              | 1993 |
| Alfabeto de Montoya (VHS)           | 1993 |
| De Campamento con Montoya (VHS)     | 1993 |
| Cuenta con Nosotros (VHS)           | 1993 |
| Mírame (VHS)                        | 1993 |
| Suma y Resta con Montoya (VHS)      | 1993 |
| Plaza Sésamo Canta (VHS)            | 1993 |
| Vamos a Jugar (DVD)                 | 1996 |
| Diversión                           | 1998 |
| A Dormir (VHS)                      | 1999 |
| Éxitos Musicales (VHS)              | 1999 |
| Copa Sésamo (DVD)                   | 2006 |
| Vamos a cantar (DVD)                | 2006 |
| Me gusta ser yo (DVD)               | 2006 |
| El alfabeto de Lola (DVD)           | 2006 |
| Monstruos felices y sanos (DVD)     | 2006 |
| Una mágica aventura de Halloween    | 2006 |
| Cumpleaños, juegos y más            | 2006 |
| En nuestro show                     | 2007 |
| Vamos a comer                       | 2007 |
| Bienvenida la primavera (DVD)       | 2007 |
| Elmoejercítate (DVD)                | 2007 |
| Explora al aire libre               | 2007 |
| Lola Aventuras (DVD)                | 2007 |
| !Canta, canta, canta más! (DVD)     | 2008 |
| Los Monstruos Feos más bellos (DVD) | 2008 |
| ¡A mi me gusta Contar! (DVD)        | 2008 |

## Emisión
- México: Canal 5, Las Estrellas (1972-2016) y Azteca 7 (2020-presente)
- Latinoamérica: Discovery Kids (1998-2017) y Cartoonito (2022-presente)
- Nicaragua: Canal 9 y TeleNica
- Estados Unidos: Univision y UniMás
- Colombia: Canal A, Inravisión, RTI Televisión, Canal RCN, Canal Capital, Canal 1, Señal Colombia, Teleantioquia, Telepacífico, Telecaribe, Red+ (2022-presente) y Canales Locales del Sistema Claro TV Digital (a nivel nacional) (2022-presente)
- Chile: Canal 13 (1973-1982), Chilevisión (1983-2003), Mega (2001), Telecanal (2006-2008), La Red (1991-1994, 2009-presente) y NTV  (Chile) (2020-presente, en el bloque Despierta)
- Argentina: TV Pública, Telefe y Canal 9
- Paraguay: Telefuturo, SNT, Paravisión, La Tele y Red Guaraní
- Uruguay: Monte Carlo TV
- Venezuela: Radio Caracas Televisión (1984), Venevisión, Televen y TVes
- Ecuador: Ecuavisa, SíTV, Ecuavision Canal 29 y Gama TV
- Puerto Rico: Telemundo
- Guatemala: Televisiete, Trecevisión y Canal 9
- El Salvador: Canal 10 y Canal 12
- Costa Rica: Teletica, Repretel y Trece Costa Rica TV
- República Dominicana: Telesistema 11
Antena 7  Actúa (2023-presente)
- Honduras: Canal 5
- Panamá: RPC TV Canal 4
- Guinea Ecuatorial: TVGE
- Bolivia: Bolivisión
- Cuba: Cubavisión
- Perú: Panamericana Televisión (1976-1994), América Televisión (1995-2010) (en los programas de Timoteo), Global Televisión (2007-2022) , La Tele (2015-2022) (2023 - actualidad), ATV (2008-2011), RTP Canal 7 (1981-1983) y TeleT  (2021 - actualidad)